# Cala Llonga (Eivissa)
Cala Llonga és una de les platges més turístiques de l'illa d'Eivissa al municipi de Santa Eulària des Riu. Té un accés molt fàcil, amb transport privat i públic des de Santa Eulària. També donava nom a una antiga vénda.

## Característiques
Té unes dimensions de 200 metres de longitud i 100 metres d'amplària, té un tipus d'arena fina tant a la vorera com a el fons.
A més a més està envoltada per grans penya-segats que fan que la cala semble quasi tancada.
Com a serveis tenen: dutxes, para-sols, hamaques, lloguer d'embarcacions, escola de busseig, bars-restaurants, hotels.

## Accés
Per carretera, bé des de Santa Eulària seguint la indicació situada entre el km 11 i el 12 de la carretera d'Eivissa a Santa Eulària, o bé des d'Eivissa, en aquest cas passant prèviament per Jesús.